# Тереза Кунегунда Собиеска
Тереза Кунегунда Каролина Собиеска (на полски: Teresa Kunegunda Sobieska, на немски: Therese Kunigunde Karoline Sobieska; * 4 март 1676, Варшава; † 10 март 1730, Венеция) е принцеса от Полша и чрез женитба курфюрстиня на Курфюрство Бавария (1695 – 1726), регентка на курфюрството (1704 – 1705).

## Живот
Дъщеря е на полския крал Ян III Собиески (1629 – 1696) и неговата съпруга Мария Кажимера д'Аркен (1641 – 1716), дъщеря на френския маркиз Анри Алберт дьо Ла Гранж д'Аркен и Франсоа дьо Ла Шатр.
Тереза Кунегунда се омъжва на 2 януари 1695 г. във Везел за курфюрст Максимилиан II Емануел Баварски (1662 – 1726), вдовец на ерцхерцогиня Мария Антония Австрийска (1669 – 1692). Тя е втората му съпруга. Тереза Кунегунда има зестра от 500 000 талера.
След битката при Хьохщет през 1704 г. императорът ѝ дава регентството в Мюнхен, но след три месеца тя бяга с нейния изповедник във Венеция при нейната майка и оставя децата си в Мюнхен. Четиримата по-големи принцове са заведени през 1706 г. в Клагенфурт, двамата по-малки и дъщерята Мария Анна Каролина остават в Мюнхен.
Във Венеция тя живее скромно. Едва след мира в Ращат (1714) тя вижда отново съпруга и децата си на 3 април 1715 г., в дворец Лихтенберг при Ландсберг ам Лех.
Тя умира във Венеция, закарана е в Мюнхен и е погребана в княжеската гробница на построената от нейния свекър Театинска църква в Мюнхен.
- Портрети на Тереза Кунегунда Собиеска

## Деца
Тереза Кунегунда и Максимилиан II Емануел имат десет деца:
- син без име (*/† 12 август 1695 в Брюксел), принц на Бавария
- Мария Анна Каролине (1696 – 1750), принцеса, калугерка
- Карл Албрехт (1697 – 1745), римско-немски император, крал на Бохемия и курфюрст на Бавария
- Филип Мориц Баварски (1698 – 1719), принц на Бавария, избран за княз-епископ на Падерборн и Мюнстер
- Фердинанд Мария Иноценц (1699 – 1738), принц на Бавария, императорски фелдмаршал
- Клеменс Аугуст (1700 – 1761), принц на Бавария, курфюрст и архиепископ на Кьолн, Велик магистър на Тевтонския орден
- Вилхелм (* 12 юли 1701; † 12 февруари 1704), принц на Бавария
- Алойс Йохан Адолф (* 21 юни 1702; † 18 юни 1705), принц на Бавария
- Йохан Теодор (1703 – 1763), принц на Бавария, кардинал, княз-епископ на Регенсбург, Фрайзинг и Лиеж
- Максимилиан Емануел Томас (* 21 декември 1704; † 18 февруари 1709), принц на Бавария